# Вилхелм (Золмс-Браунфелс)
Вилхелм Христиан Карл фон Золмс-Браунфелс (на немски: Wilhelm Christian Karl zu Solms-Braunfels; * 9 януари 1759, Браунфелс; † 20 март 1837, Браунфелс) е 3. княз на Золмс-Браунфелс, пруски генерал-майор и депутат на Велико херцогство Хесен.

## Произход
Той е най-възрастният син на княз Фердинанд фон Золмс-Браунфелс (1721 – 1783) и съпругата му графиня София Кристина фон Золмс-Лаубах (1741 – 1772), дъщеря на граф Кристиан Август фон Золмс-Лаубах (1714 – 1784) и първата му съпруга принцеса Елизабет Амалия Фридерика фон Изенбург (1720 – 1748). Внук е на първия княз на Золмс-Браунфелс Фридрих Вилхелм фон Золмс-Браунфелс (1696 – 1761) и принцеса Магдалена Хенриета фон Насау-Вайлбург (1691 – 1725). Брат е на пруския генерал-майор Фридрих Вилхелм (1770 – 1814).

## Фамилия
Вилхелм се жени на 6 октомври 1792 г. в Браунфелс за Августа Вилд и рейнграфиня фон Салм-Грумбах (* 7 юли 1771, Грумбах; † 19 юли 1810, Браунфелс), дъщеря на Карл Лудвиг фон Салм, вилд и рейнграф фон Салм-Грумбах (1729 – 1799) и първата му съпруга принцеса Елизабет Кристиана Марияна фон Лайнинген (1753 – 1792). Те имат децата:
- Вилхелмина Каролина Фридерика Мария (1793 – 1865), омъжена на 17 октомври 1811 г. за княз Алексий фон Бентхайм-Щайнфурт (1781 – 1866)
- София Августа (1796 – 1855), омъжена на 11 юни 1812 г. в Браунфелс за княз Йохан Август Карл фон Вид (1779 – 1836)
- Фридрих фон Золмс-Браунфелс (1797 – 1873), княз на Золмс-Браунфелс, женен на 6 май 1828 г. в Лаубах за графиня Отилия фон Золмс-Лаубах (1807 – 1884)
- Карл Вилхелм Бернхард (1800 – 1868), генерал на кавалерията

Той има с Елизабета Бекер (* 1779) незаконните деца:
- Хайнрих Вилхелми (1805 – 1864), женен за Мария Роос
- Луиза Вилхелмина (* 1806)